# Івашки (Богодухівський район)
Іва́шки — село в Золочівській громаді Богодухівського району Харківської області України. Населення становить 140 осіб станом на червень 2024 року.

## Географія
Село Івашки знаходиться на правому березі річки Грайворонка (притока річки Ворскла), на кордоні з Росією. Вище за течією до Івашки впритул примикають села Клинова-Новоселівка та Скорики, нижче за течією — Новостроївка Друга (Бєлгородська область, Росія), примикає до села Перовське.
На відстані 3 км від села знаходиться залізнична станція Одноробівка.

## Історія
12 червня 2020 року, розпорядженням Кабінету Міністрів України № 725-р «Про визначення адміністративних центрів та затвердження територій територіальних громад Харківської області», увійшло до складу Золочівської селищної громади.
19 липня 2020 року, в результаті адміністративно-територіальної реформи та ліквідації Золочівського району, село увійшло до складу Богодухівського району.

## Відомі люди
Уродженцем села є Лабуз Павло Іванович (1925—1988) — радянський танковий ас, Герой Радянського Союзу.